# Зритель (журнал, Москва)
«Зритель» — иллюстрированный литературный, художественный и юмористический журнал, издававшийся в Москве с 1881 по 1886 год. С 1884 года выпускался с подзаголовком «Иллюстрированный журнал общественной жизни и литературы». Редактор-издатель В. Давыдов. В журнале принимали участие Д. Д. Минаев, Л. И. Пальмин.

## Рассказы
- «Исповедь» — юмористический рассказ А. П. Чехова был напечатан в этом журнале в № 15 за 1883 год впервые. Журнал «Пробуждение», который перепечатал этот рассказ в 1909 году, связывал написание этого рассказа с эпопеей банковских хищений в России тех времён и «мягкой душой художника», в которой нашлись нотки сострадания «к этим жертвам оргии и золотого разгула» — Рыкову, Юханцеву и другим[1].